# Francine Ntoumi
Francine Ntoumi (sinh năm 1961) là một nhà ký sinh trùng người Congo chuyên về bệnh sốt rét. Bà là người phụ nữ châu Phi đầu tiên phụ trách ban thư ký của Sáng kiến đa phương về bệnh sốt rét. Trong những năm gần đây, bà đã tham gia nghiên cứu về các bệnh truyền nhiễm khác.

## Tiểu sử
Francine Ntoumi sinh năm 1961 tại Brazzaville, Cộng hòa Congo, có cha là kỹ sư điện (một trong những người đầu tiên ở Congo) và mẹ là y tá sơ sinh. Con cả trong năm anh chị em và bà gái duy nhất, bà được giáo dục tiểu học ở Brazzaville. Ntoumi chuyển đến Pháp để lấy bằng BEPC, mà bà kiếm được vào năm 1975, và bằng tú tài, mà bà kiếm được vào năm 1978 từ Lycée Marie Curie de Sceaux. Bà đã lấy bằng cử nhân sinh học năm 1989, sau đó là tiến sĩ năm 1992 tại Đại học Pierre et Marie Curie.
Sau khi lấy bằng tiến sĩ, Ntoumi bắt đầu nghiên cứu dịch tễ học và dịch tễ học phân tử về bệnh sốt rét tại Viện Pasteur của Paris. bà đảm nhận một vị trí tại Franceville, Gabon, với tư cách là nhà nghiên cứu tại Trung tâm nghiên cứu y tế quốc tế năm 1995, và ở đó cho đến năm 2000. Năm đó, bà trở thành Trưởng phòng thí nghiệm tại Đơn vị nghiên cứu y tế của Bệnh viện Albert Schweitzer ở Lambaréné, Gabon và Viện Y học Nhiệt đới, Đại học Tübingen. Bà vẫn ở những vị trí này cho đến năm 2005. Từ năm 2006 đến 2007, Ntoumi là Giám đốc khoa học của Hiệp hội thử nghiệm lâm sàng các nước đang phát triển châu Âu (EDCTP), đặt tại Hague, Hà Lan. Sau đó, bà đã lãnh đạo Ban thư ký của Sáng kiến đa phương chống lại bệnh sốt rét ở Dar es Salaam, Tanzania, cho đến năm 2010, với tư cách là người lãnh đạo phụ nữ châu Phi đầu tiên.
Ntoumi đã làm việc để củng cố năng lực nghiên cứu y tế bàng cộng của lục địa châu Phi, thông qua các nỗ lực điều phối Mạng lưới Trung Phi về bệnh lao, HIV / AIDS và sốt rét (CANTAM). Bà là thành viên của nhiều ủy ban khoa học, bao gồm Ủy ban tư vấn khoa học sức khỏe toàn cầu của Quỹ Bill và Melinda Gates.
bà là Chủ tịch Quỹ Nghiên cứu Y khoa Congo, được thành lập năm 2008; bà cũng là phó giáo sư tại Đại học Tübingen từ năm 2010. Từ năm 2014, bà là giáo sư và nhà nghiên cứu tại Đại học Marien Ngouabi. Ntoumi là người phụ nữ châu Phi cận Sahara đầu tiên nhận giải thưởng Georg Foster, vì bàng việc của bà đã tạo ra mạng lưới để chống lại các bệnh truyền nhiễm trên khắp châu Phi. Bà cũng đã được ca ngợi vì sự lãnh đạo và giáo dục của các nhà khoa học trên khắp châu Phi cận Sahara.

## Danh hiệu va giải thưởng
- Giải thưởng Réseau International des Congolais de l'Extérieur (RICE) (2012) [8]
- Giải thưởng khoa học khu vực Kwame Nkrumah, Liên minh châu Phi (2012) [4][9]
- Giải thưởng nghiên cứu Georg Forster, Quỹ Alexander Von Humboldt (2015) [5][7]
- Giải thưởng khoa học của Cộng hòa Congo (2016) [10]
- Giải thưởng Barshe Mérieux, Viện nghiên cứu Pháp (2016) [1]
- Thành viên, Đại học Bác sĩ Hoàng gia (bầu 2016)
- Trật tự nghiên cứu khoa học quốc gia (2017) [11]